# Dickson Despommier

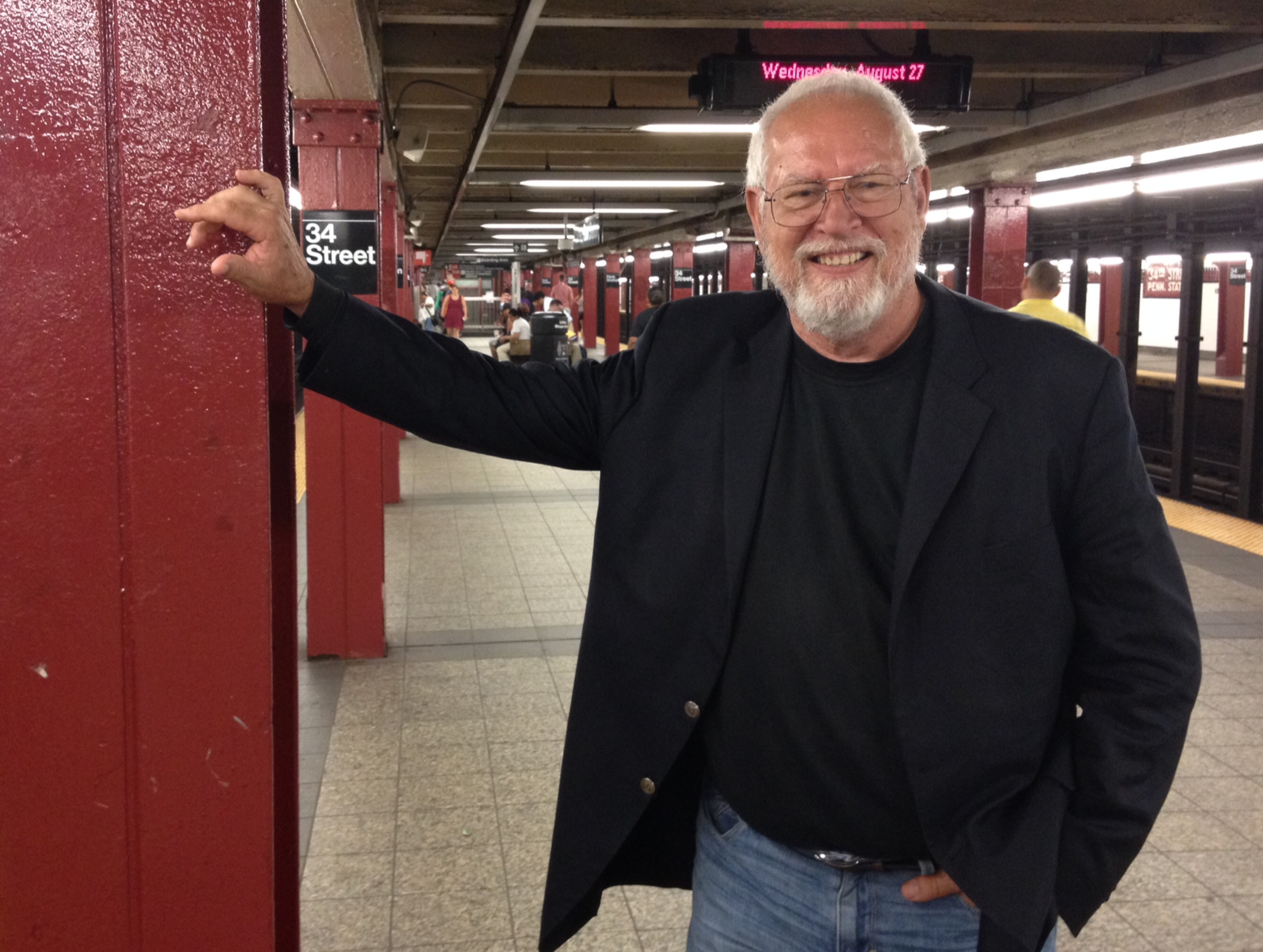
Dickson Despommier (2014)

Dickson D. Despommier (* 5. Juni 1940 in New Orleans, Louisiana; † 7. Februar 2025 in New York) war ein US-amerikanischer Mikrobiologe, Ökologe und Professor für Public Health an der Columbia University. 

## Wissenschaftliche Laufbahn
Nach seinem Bachelor an der Fairleigh Dickinson University (1962) machte Despommier 1964 seinen Master an der Columbia University und promovierte 1967 an der University of Notre Dame zum PhD.
Er forschte zu intrazellulärem Parasitismus und lehrte über parasitäre Krankheiten und Ökologie. Der breiten Öffentlichkeit bekannt wurde er durch seine Vorstellungen zum vertical farming. Das Konzept entwickelte er 1999 mit Studenten eines Kurses über medizinische Ökologie.
Außerdem moderierte Despommier mit Vincent Racaniello zwei Podcasts, TWIV (This Week in Virology) und TWIP (This Week in Parasitism).

## Werke
- Dickson Despommier: The Vertical Farm: Feeding the World in the 21st Century. 2010, ISBN 978-0-312-61139-2 (englisch, verticalfarm.com).
- M. Katz, D.D. Despommier, R.W. Gwadz: Parasitic Diseases. Springer US, 1982, ISBN 0-387-90689-4 (englisch).